# Wiaczesław Łuchtanow
Wiaczesław Hennadijowycz Łuchtanow, ukr. Вячеслав Геннадійович Лухтанов (ur. 12 lutego 1995 w Łutuhyne, w obwodzie ługańskim, Ukraina) – ukraiński piłkarz, grający na pozycji obrońcy.

## Kariera piłkarska

### Kariera klubowa
Wychowanek Dynama Kijów (od 2004), barwy którego bronił w juniorskich mistrzostwach Ukrainy (DJuFL). Pierwszy trener Ołeksandr Szpakow. Karierę piłkarską rozpoczął 20 sierpnia 2011 w młodzieżowej drużynie Dynama. Potem występował tylko w drużynie rezerw i Dynamo-2 Kijów. 17 stycznia 2015 został wypożyczony do Howerły Użhorod. 10 lutego 2016 anulował kontrakt z kijowskim klubem. We wrześniu 2016 został piłkarzem Heliosu Charków. 3 grudnia 2016 przeszedł do Weresu Równe. 12 lipca 2017 przeniósł się do Olimpiku Donieck. 10 grudnia 2017 za obopólną zgodą kontrakt z klubem został anulowany. 3 marca 2018 zasilił skład beniaminka Wyższej Ligi FK Smalawiczy.

### Kariera reprezentacyjna
W latach 2010–2012 bronił barw juniorskiej reprezentacji Ukrainy.